# Saturnia risi
Saturnia risi är en fjärilsart som beskrevs av Standfuss 1896. Saturnia risi ingår i släktet Saturnia och familjen påfågelsspinnare. Inga underarter finns listade.